# Penumbra: Overture
 (juin 2022).
- Si vous ne connaissez pas le sujet, laissez ce bandeau (vous pouvez alors contacter les auteurs).
- Si vous supprimez le contenu mis en cause (vous pouvez préalablement contacter les auteurs),

argumentez précisément cette suppression dans la page de discussion
(un manque de référence n'est pas un argument ; une recherche réelle de référence doit avoir été effectuée, être formellement documentée).
Pour les articles homonymes, voir Penumbra.
Penumbra: Overture est un jeu vidéo d'aventure reprenant certains codes du survival horror développé par Frictional Games, sorti en 2007 sur PC (Windows, Linux, Mac OS). Il est l'introduction de la série Penumbra et le premier épisode sorti de celle-ci avant Penumbra: Black Plague et Penumbra: Requiem. Le jeu était inclus dans le premier Humble Indie Bundle.
Le jeu suit Philip qui reçoit une lettre de son père, Howard, disparu depuis des années, qui lui demande de détruire un livre en sa possession. En l'examinant, il découvre l'emplacement d'une mine au Groenland. Par curiosité, un an plus tard, il décide d'aller voir ce lieu étrange et de retrouver son père. Une fois arrivé, il découvre que la mine est désertée, laissée sans vie à l’exception de chiens agressifs et d'araignées géantes. Il sera également guidé par Red, un ancien mineur.

## Résumé
Philip est un professeur anglais âgé de trente ans, enseignant la chimie dans une université. À la suite de l'enterrement de sa mère en février 2000, il reçoit une lettre de son père, Howard. Philip ne l'avait jamais connu, car il avait disparu avant sa naissance. La lettre contient un mot d'excuse de son père, une clé et des instructions, qui sont de récupérer les documents laissés par son père dans un coffre fort à la banque pour les brûler. À la place, Philip, qui découvre de vieux papiers ainsi qu'une carte montrant l'emplacement d'une mine au Nord-Ouest du Groenland, décide de les étudier afin de comprendre la mystérieuse disparition de son père. Ne réussissant pas à tout déchiffrer il part un an plus tard, en 2001 pour le Groenland en quête de réponses.
Après son atterrissage il embarque dans un bateau (c'est là que le jeu débute) qui le conduit loin sur la côté Nord-Ouest de l'île. Enfin sur la terre ferme, il entreprend de s'aventurer seul dans un blizzard en direction de la mine. Philip se retrouve vite désorienté et en hypothermie. Il trouve par chance une écoutille enfouie sous la neige qui le conduit jusqu'à la mine. À cause de l'activité sismique anormale du souterrain, un éboulement se déclenche, bloquant le chemin par lequel Philip était arrivé, il est donc contraint de s'enfoncer dans les galeries pour espérer trouver une autre sortie.
La première zone qu'il explore est un ancien bunker datant de la Seconde Guerre Mondiale, il ne tarde pas à découvrir, grâce aux documents qu'il déniche et aux chiens possédés qui rôdent dans les tunnels que ce lieu abrite quelque chose de surnaturel et d'hostile. Il découvre aussi dans cette zone qu'un survivant est terré là depuis de nombreuses années, obligé de se repaître d'araignées. Philip n'arrive pas à le rencontrer comme le survivant se fait tuer par une créature alors qu'il se trouvait à proximité. Philip parvient à quitter ce bunker en perforant une cavité de la mine grâce à un tonneau de TNT qu'il avait lui-même préparé.
Il parvient à rejoindre une nouvelle zone, plus moderne avec des installations datant de la seconde moitié du XXe siècle. Après avoir rétablit l'électricité en relançant le générateur, Philip trouve un talkie walkie qui lui permet de rentrer en contact avec Red, un mineur piégé dans le souterrain depuis les années 1970. N'ayant pas une santé mentale stable, Red piège de temps en temps Philip, lui faisant risquer sa vie mais essaie tout de même de l'aider. Philip se met donc en route pour rejoindre Red espérant que ce dernier lui fournira les réponses qu'il cherche dans ce lieu. Durant son exploration Philip consulte des documents qui lui permettent de comprendre que la mine a été exploitée dans les années 1970 jusqu'à un terrible accident menant des dizaines de mineurs à la mort et qu'une mystérieuse "caste supérieure" a aussi installé une base dans ces galeries pour étudier les artefacts et les substances inconnues présents dans la mine.
Suivant les conseils de Red, Philip trouve son refuge, dont l'accès est bouché par un éboulement. Grâce à ses connaissances en chimie, il parvient à confectionner une fiole de TNT avec les produits trouvés dans la zone de stockage des produits chimiques. Après avoir fait sauté le barrage de roches, Philip pénètre dans la cachette de Red, il ne rencontre pas ce dernier comme il s'est enfermé dans un incinérateur. Red supplie Philip de mettre fin à ses jours car il n'arrive pas à le faire lui-même. Philip, bien qu'attaché à Red finit par actionner l'incinérateur car c'est aussi le seul moyen qu'il a de récupérer la clé que détient Red pour qu'il puisse avancer dans l'installation et en savoir plus sur son père. Après avoir récupéré la clé dans les cendres de son ami, Philip coupe le courant qui verrouille une étrange porte qui semble plus moderne que le reste des installations souterraines.
Après avoir passé la porte, Philip descend un escalier dans lequel il trouve un papier détaillant des membres du personnel de la "caste" et dedans est inscrit le nom de son père et il est mentionné qu'il est toujours vivant car le document est daté de l'année 2000. L'escalier mène Philip à un long couloir au fond duquel se tient une mystérieuse silhouette humanoïde. Alors que Philip avance, toutes les lumières du couloir s'éteignent et quelqu'un vient l'assommer, c'est ainsi que s'achève ce jeu.

## Personnages
- Philip (Mike Hillard) : c'est le protagoniste qu'incarne le joueur, c'est un professeur de chimie à Londres qui se rend seul au Groenland, en quête de réponses à propos de la disparition de son père.
- Red (Mike Hillard) : c'est un mineur piégé depuis des décennies dans la mine, l'isolement à long terme l'a rendu à moitié fou, il est le seul contact de Philip dans le périple de ce dernier.

## Système de jeu
Le jeu est à la première personne et le joueur contrôle Philip. Le jeu consiste à explorer la mine et résoudre des énigmes tout en évitant les monstres. Contrairement à de nombreux jeux, il n'est pas conseillé d'affronter les monstres, mais plutôt de les éviter, il est néanmoins possible de les tuer, en particulier en leur tendant des pièges.
Le joueur a un système d'inventaire lui permettant d'utiliser des objets ou encore d'en combiner certains entre eux.
Le jeu contient un certain nombre d'énigmes que le joueur doit résoudre en général à l'aide de documents et en trouvant différents objets disséminés dans le niveau, cela l'obligeant à tout visiter.
Le moteur graphique du jeu (HPL Engine) permet au joueur de saisir toutes sortes d'objets, d'actionner des leviers, de tourner des valves, tirer ou pousser des objets. Ce moteur permet aussi de déplacer par exemple des caisses derrière lesquelles se cacher, de boucher des trous avec des pierres pour bloquer des araignées ou encore de barricader des portes, cela offre au joueur une expérience plus réaliste et immersive.

## Accueil
- Adventure Gamers : 3,5/5[4]

## Libération du code source
Le 14 mai 2010, Frictional Games annonce la libération du code source de Penumbra: Overture sous licence GPL version 3.